# Самбуэса, Рубенс
Рубенс Оскар Самбуэса (исп. Rubens Oscar Sambueza; родился 1 января 1984 года, Сапала, провинция Неукен) — аргентинский футболист, атакующий полузащитник клуба «Депортиво Майпу».

## Клубная карьера
Самбуэса — воспитанник клуба «Ривер Плейт». 30 ноября 2002 года в матче против «Лануса» он дебютировал за команду в аргентинской Примере. В 2004 году Рубенс помог клубу выиграть чемпионат Аргентины. Он был футболистом резерва из-за высокой конкуренции не редко попадая в основу. В 2007 году Самбуэса на правах аренды перешёл в мексиканский УНАМ Пумас. Он выбрал себе 11 номер, легендарного Уго Санчеса. В матче против «Гвадалахары» он дебютировал в мексиканской Примере. 14 октября в матче против УАНЛ Тигрес Рубенс забил свой первый гол за новую команду. В августе 2008 году также на правах аренды Самбуэса перешёл в бразильский «Фламенго», в качестве замены ушедшему в леверкузенский «Байер» Ренато Аугусто. В новой команде Рубенс выбрал себе 10 номер, под которым выступал Зико. В матче против «Флуминенсе» Самбуэса дебютировал в Серии А, выйдя на замену вместо Эвертона.
Летом 2009 года Рубенс перешёл в «Эстудиантес Текос». 2 августа в матче против «Пуэблы» он дебютировал за новую команду. 13 марта 2010 года в поединке против «Индиос» Самбуэса забил свой первый гол за «Текос». В 2012 году «Эстудинатес» велетел в Лигу Ассенсо и Рубенс покинул команду.
Летом того же года он перешёл в столичную «Америку». 29 июля в матче против «Хагуарес Чьяпас» Самбуэса дебютировал за новый клуб. 6 августа в поединке против «Атланте» он забил свой первый гол за команду из Мехико. По итогам окончания Апертуры Рубенс был признан лучшим полузащитником чемпионата. В 2013 году Самбуэса помог «Америке» выиграть мексиканское первенство. В том же году он был выбран капитаном команды. В 2015 году Рубенс помог клубу впервые в истории выиграть Лигу чемпионов КОНКАКАФ. В 2016 году он во второй раз подряд стал победителем Лиги чемпионов КОНКАКАФ.
В начале 2017 году Рубенс перешёл в «Толуку». 15 января в матче против своего бывшего клуба «Америка» он дебютировал за новую команду. 5 февраля в поединке против УАНЛ Тигрес Самбуэса забил свой первый гол за «Толуку». 5 марта в матче против «Гвадалахары» Рубенс сломал ногу Исааку Брисуэле и был дисквалифицирован.

## Международная карьера
В 2001 году Самбуэса принял участие в юношеском чемпионате мира в Тринидаде и Тобаго. На турнире он сыграл в матче против сверстников из Буркина-Фасо и помог сборной занять четвёртое место.
В октябре 2013 года ФИФА отклонила заявку Самбуэсы выступать за сборную Мексики, так как он был заигран за молодёжные команды Аргентины в официальных соревнованиях.

## Достижения
Командные
 «Ривер Плейт»
- Чемпионат Аргентины по футболу — Клаусура 2004

 «Америка»
- Чемпионат Мексики по футболу — Клаусура 2013
- Чемпионат Мексики по футболу — Апертура 2014
- Обладатель Кубка чемпионов КОНКАКАФ — 2014/2015
- Обладатель Кубка чемпионов КОНКАКАФ — 2015/2016